# Liste der denkmalgeschützten Objekte in Podbiel
Die Liste der denkmalgeschützten Objekte in Podbiel enthält die 55 nach slowakischen Denkmalschutzvorschriften geschützten Objekte in der Gemeinde Podbiel im Okres Tvrdošín.

## Denkmäler
| Foto |                 | Denkmal / č. ÚZPF                                             | Standort / Konskr. Nr.                           | Offizielle Beschreibung              | Beschreibung                                       | Metadaten                                                             |
| ---- | --------------- | ------------------------------------------------------------- | ------------------------------------------------ | ------------------------------------ | -------------------------------------------------- | --------------------------------------------------------------------- |
| BW   | Datei hochladen | Höhenburg(sk) ObjektID: 510-298/1                             | Standort KG: Podbiel Konskr.Nr.:                 | skúmané;Hradisko Biela skala         | untersucht; Burgruine Weißer Felsen                | č. NKP: 510-298/1 Stand des NKP: 2012-02-08 Name: HRADISKO VÝŠINNÉ    |
|      | Datei hochladen | Statuengruppe auf Säule(sk) ObjektID: 510-2666/0              | KG: Podbiel Konskr.Nr.:                          | sv.Trojica;Korunovanie Panny Márie   | heilige Dreifaltigkeit, Krönung der Jungfrau Maria | č. NKP: 510-2666/0 Stand des NKP: 2012-02-08 Name: SÚSOŠIE NA STĹPE   |
| BW   | Datei hochladen | Gebäude in regionaltypischem Baustil(sk) ObjektID: 510-2789/0 | 10 Standort KG: Podbiel Konskr.Nr.: 10           | zrubový                              | rustikal                                           | č. NKP: 510-2789/0 Stand des NKP: 2012-02-08 Name: DOM ĽUDOVÝ         |
| BW   | Datei hochladen | Gebäude in regionaltypischem Baustil(sk) ObjektID: 510-2770/0 | 17 Standort KG: Podbiel Konskr.Nr.: 17           | zrubový                              | rustikal                                           | č. NKP: 510-2770/0 Stand des NKP: 2012-02-08 Name: DOM ĽUDOVÝ         |
| BW   | Datei hochladen | Gebäude in regionaltypischem Baustil(sk) ObjektID: 510-2788/0 | 20 Standort KG: Podbiel Konskr.Nr.: 20           | zrubový                              | rustikal                                           | č. NKP: 510-2788/0 Stand des NKP: 2012-02-08 Name: DOM ĽUDOVÝ         |
| BW   | Datei hochladen | Gebäude in regionaltypischem Baustil(sk) ObjektID: 510-2787/0 | 22 Standort KG: Podbiel Konskr.Nr.: 22           | zrubový                              | rustikal                                           | č. NKP: 510-2787/0 Stand des NKP: 2012-02-08 Name: DOM ĽUDOVÝ         |
| BW   | Datei hochladen | Gebäude in regionaltypischem Baustil(sk) ObjektID: 510-2771/0 | 23 Standort KG: Podbiel Konskr.Nr.: 23           | zrubový                              | rustikal                                           | č. NKP: 510-2771/0 Stand des NKP: 2012-02-08 Name: DOM ĽUDOVÝ         |
| BW   | Datei hochladen | Gebäude in regionaltypischem Baustil(sk) ObjektID: 510-2033/1 | 81 Standort KG: Podbiel Konskr.Nr.: 81           | zrubový                              | rustikal                                           | č. NKP: 510-2033/1 Stand des NKP: 2012-02-08 Name: DOM ĽUDOVÝ         |
| BW   | Datei hochladen | Stall(sk) ObjektID: 510-2033/2                                | 81 Standort KG: Podbiel Konskr.Nr.: 81           | Humno,maštaľ                         | Tenne, Stall                                       | č. NKP: 510-2033/2 Stand des NKP: 2012-02-08 Name: STODOLA            |
| BW   | Datei hochladen | Gebäude in regionaltypischem Baustil(sk) ObjektID: 510-2034/0 | 83 Standort KG: Podbiel Konskr.Nr.: 83           | murovaný                             | Ziegel                                             | č. NKP: 510-2034/0 Stand des NKP: 2012-02-08 Name: DOM ĽUDOVÝ         |
|      | Datei hochladen | Gebäude in regionaltypischem Baustil(sk) ObjektID: 510-2036/0 | 87 KG: Podbiel Konskr.Nr.: 384                   | zrubový;dvojdom                      | Doppelhaus                                         | č. NKP: 510-2036/0 Stand des NKP: 2012-02-08 Name: DOM ĽUDOVÝ         |
| BW   | Datei hochladen | Gebäude in regionaltypischem Baustil(sk) ObjektID: 510-1585/0 | 88-89 Standort KG: Podbiel Konskr.Nr.: 88,89     | zrubový                              | rustikal                                           | č. NKP: 510-1585/0 Stand des NKP: 2012-02-08 Name: DOM ĽUDOVÝ         |
| BW   | Datei hochladen | Gebäude in regionaltypischem Baustil(sk) ObjektID: 510-2037/0 | 90,91 Standort KG: Podbiel Konskr.Nr.: 90,91     | zrubový;dvojdom                      | Doppelhaus                                         | č. NKP: 510-2037/0 Stand des NKP: 2012-02-08 Name: DOM ĽUDOVÝ         |
| ja   | Datei hochladen | Gebäude in regionaltypischem Baustil(sk) ObjektID: 510-2038/1 | 92 Standort KG: Podbiel Konskr.Nr.: 92           | zrubový                              | rustikal                                           | č. NKP: 510-2038/1 Stand des NKP: 2012-02-08 Name: DOM ĽUDOVÝ         |
| ja   | Datei hochladen | Wirtschaftsgebäude(sk) ObjektID: 510-2038/2                   | 92 KG: Podbiel Konskr.Nr.: 92                    | zrubová;Humno                        | rustikal, Tenne                                    | č. NKP: 510-2038/2 Stand des NKP: 2012-02-08 Name: STAVBA HOSPODÁRSKA |
| BW   | Datei hochladen | Gebäude in regionaltypischem Baustil(sk) ObjektID: 510-2039/0 | 93,94 Standort KG: Podbiel Konskr.Nr.: 93,94     | zrubový                              | rustikal                                           | č. NKP: 510-2039/0 Stand des NKP: 2012-02-08 Name: DOM ĽUDOVÝ         |
| BW   | Datei hochladen | Gebäude in regionaltypischem Baustil(sk) ObjektID: 510-2783/0 | 99 Standort KG: Podbiel Konskr.Nr.: 99           | zrubový                              | rustikal                                           | č. NKP: 510-2783/0 Stand des NKP: 2012-02-08 Name: DOM ĽUDOVÝ         |
| ja   | Datei hochladen | Gebäude in regionaltypischem Baustil(sk) ObjektID: 510-2784/0 | 100 Standort KG: Podbiel Konskr.Nr.: 100         | zrubový                              | rustikal                                           | č. NKP: 510-2784/0 Stand des NKP: 2012-02-08 Name: DOM ĽUDOVÝ         |
| BW   | Datei hochladen | Gebäude in regionaltypischem Baustil(sk) ObjektID: 510-2044/0 | 101 Standort KG: Podbiel Konskr.Nr.: 101         | zrubový                              | rustikal                                           | č. NKP: 510-2044/0 Stand des NKP: 2012-02-08 Name: DOM ĽUDOVÝ         |
| BW   | Datei hochladen | Gebäude in regionaltypischem Baustil(sk) ObjektID: 510-2045/0 | 103 Standort KG: Podbiel Konskr.Nr.: 103         | zrubový                              | rustikal                                           | č. NKP: 510-2045/0 Stand des NKP: 2012-02-08 Name: DOM ĽUDOVÝ         |
| ja   | Datei hochladen | Gebäude in regionaltypischem Baustil(sk) ObjektID: 510-2046/0 | 104 Standort KG: Podbiel Konskr.Nr.: 104         | zrubový                              | rustikal                                           | č. NKP: 510-2046/0 Stand des NKP: 2012-02-08 Name: DOM ĽUDOVÝ         |
| BW   | Datei hochladen | Gebäude in regionaltypischem Baustil(sk) ObjektID: 510-2047/0 | 106 Standort KG: Podbiel Konskr.Nr.: 106         | zrubový                              | rustikal                                           | č. NKP: 510-2047/0 Stand des NKP: 2012-02-08 Name: DOM ĽUDOVÝ         |
| BW   | Datei hochladen | Gebäude in regionaltypischem Baustil(sk) ObjektID: 510-2048/0 | 107 Standort KG: Podbiel Konskr.Nr.: 107         | zrubový                              | rustikal                                           | č. NKP: 510-2048/0 Stand des NKP: 2012-02-08 Name: DOM ĽUDOVÝ         |
| BW   | Datei hochladen | Gebäude in regionaltypischem Baustil(sk) ObjektID: 510-2049/0 | 108 Standort KG: Podbiel Konskr.Nr.: 108         | zrubový                              | rustikal                                           | č. NKP: 510-2049/0 Stand des NKP: 2012-02-08 Name: DOM ĽUDOVÝ         |
| ja   | Datei hochladen | Gebäude in regionaltypischem Baustil(sk) ObjektID: 510-2050/0 | 111 Standort KG: Podbiel Konskr.Nr.: 111-2       | zrubový                              | rustikal                                           | č. NKP: 510-2050/0 Stand des NKP: 2012-02-08 Name: DOM ĽUDOVÝ         |
| BW   | Datei hochladen | Gebäude in regionaltypischem Baustil(sk) ObjektID: 510-1586/0 | 114 Standort KG: Podbiel Konskr.Nr.: 113-4       | zrubový                              | rustikal                                           | č. NKP: 510-1586/0 Stand des NKP: 2012-02-08 Name: DOM ĽUDOVÝ         |
| BW   | Datei hochladen | Gebäude in regionaltypischem Baustil(sk) ObjektID: 510-1587/0 | 116 Standort KG: Podbiel Konskr.Nr.: 115-6       | zrubový                              | rustikal                                           | č. NKP: 510-1587/0 Stand des NKP: 2012-02-08 Name: DOM ĽUDOVÝ         |
| BW   | Datei hochladen | Gebäude in regionaltypischem Baustil(sk) ObjektID: 510-2051/0 | 117 Standort KG: Podbiel Konskr.Nr.: 117         | zrubový                              | rustikal                                           | č. NKP: 510-2051/0 Stand des NKP: 2012-02-08 Name: DOM ĽUDOVÝ         |
| BW   | Datei hochladen | Gebäude in regionaltypischem Baustil(sk) ObjektID: 510-2052/0 | 119 Standort KG: Podbiel Konskr.Nr.: 118-9       | zrubový                              | rustikal                                           | č. NKP: 510-2052/0 Stand des NKP: 2012-02-08 Name: DOM ĽUDOVÝ         |
| BW   | Datei hochladen | Gebäude in regionaltypischem Baustil(sk) ObjektID: 510-2053/0 | 121 Standort KG: Podbiel Konskr.Nr.: 121         | zrubový                              | rustikal                                           | č. NKP: 510-2053/0 Stand des NKP: 2012-02-08 Name: DOM ĽUDOVÝ         |
| BW   | Datei hochladen | Gebäude in regionaltypischem Baustil(sk) ObjektID: 510-2054/0 | 123 Standort KG: Podbiel Konskr.Nr.: 122-3       | zrubový                              | rustikal                                           | č. NKP: 510-2054/0 Stand des NKP: 2012-02-08 Name: DOM ĽUDOVÝ         |
| BW   | Datei hochladen | Gebäude in regionaltypischem Baustil(sk) ObjektID: 510-2055/1 | 125 Standort KG: Podbiel Konskr.Nr.: 124-5       | zrubový                              | rustikal                                           | č. NKP: 510-2055/1 Stand des NKP: 2012-02-08 Name: DOM ĽUDOVÝ         |
| BW   | Datei hochladen | Wirtschaftsgebäude(sk) ObjektID: 510-2055/2                   | 125 Standort KG: Podbiel Konskr.Nr.: 125         | Humno                                | Tenne                                              | č. NKP: 510-2055/2 Stand des NKP: 2012-02-08 Name: STAVBA HOSPODÁRSKA |
| BW   | Datei hochladen | Gebäude in regionaltypischem Baustil(sk) ObjektID: 510-2056/0 | 126-127 Standort KG: Podbiel Konskr.Nr.: 126-127 | zrubový                              | rustikal                                           | č. NKP: 510-2056/0 Stand des NKP: 2012-02-08 Name: DOM ĽUDOVÝ         |
|      | Datei hochladen | Gebäude in regionaltypischem Baustil(sk) ObjektID: 510-2057/0 | 129 KG: Podbiel Konskr.Nr.: 128-9                | zrubový                              | rustikal                                           | č. NKP: 510-2057/0 Stand des NKP: 2012-02-08 Name: DOM ĽUDOVÝ         |
| BW   | Datei hochladen | Gebäude in regionaltypischem Baustil(sk) ObjektID: 510-2058/0 | 130 Standort KG: Podbiel Konskr.Nr.: 130         | zrubový                              | rustikal                                           | č. NKP: 510-2058/0 Stand des NKP: 2012-02-08 Name: DOM ĽUDOVÝ         |
| BW   | Datei hochladen | Gebäude in regionaltypischem Baustil(sk) ObjektID: 510-2059/0 | 131 Standort KG: Podbiel Konskr.Nr.: 131         | zrubový                              | rustikal                                           | č. NKP: 510-2059/0 Stand des NKP: 2012-02-08 Name: DOM ĽUDOVÝ         |
| BW   | Datei hochladen | Gebäude in regionaltypischem Baustil(sk) ObjektID: 510-2060/1 | 132 Standort KG: Podbiel Konskr.Nr.: 132         | zrubový                              | rustikal                                           | č. NKP: 510-2060/1 Stand des NKP: 2012-02-08 Name: DOM ĽUDOVÝ         |
| BW   | Datei hochladen | Wirtschaftsgebäude(sk) ObjektID: 510-2060/2                   | 132 Standort KG: Podbiel Konskr.Nr.: 132         | zrubová;Humno,maštaľ                 | rustikal, Tenne, Stall                             | č. NKP: 510-2060/2 Stand des NKP: 2012-02-08 Name: STAVBA HOSPODÁRSKA |
| BW   | Datei hochladen | Gebäude in regionaltypischem Baustil(sk) ObjektID: 510-2061/0 | 133 Standort KG: Podbiel Konskr.Nr.: 133         | zrubový                              | rustikal                                           | č. NKP: 510-2061/0 Stand des NKP: 2012-02-08 Name: DOM ĽUDOVÝ         |
| BW   | Datei hochladen | Gebäude in regionaltypischem Baustil(sk) ObjektID: 510-2773/0 | 177 Standort KG: Podbiel Konskr.Nr.: 177         | murovaný                             | Ziegel                                             | č. NKP: 510-2773/0 Stand des NKP: 2012-02-08 Name: DOM ĽUDOVÝ         |
| BW   | Datei hochladen | Gebäude in regionaltypischem Baustil(sk) ObjektID: 510-2774/0 | 179 Standort KG: Podbiel Konskr.Nr.: 179         | murovaný                             | Ziegel                                             | č. NKP: 510-2774/0 Stand des NKP: 2012-02-08 Name: DOM ĽUDOVÝ         |
| BW   | Datei hochladen | Gebäude in regionaltypischem Baustil(sk) ObjektID: 510-1588/1 | 180 Standort KG: Podbiel Konskr.Nr.: 180         | zrubový                              | rustikal                                           | č. NKP: 510-1588/1 Stand des NKP: 2012-02-08 Name: DOM ĽUDOVÝ         |
|      | Datei hochladen | STODOLA ObjektID: 510-1588/2                                  | 180 KG: Podbiel Konskr.Nr.: 180                  | zrubová                              | rustikal                                           | č. NKP: 510-1588/2 Stand des NKP: 2012-02-08 Name: STODOLA            |
| BW   | Datei hochladen | FARA ObjektID: 510-2775/0                                     | 181 Standort KG: Podbiel Konskr.Nr.: 181         | r.k.                                 | römisch-katholische Pfarrei                        | č. NKP: 510-2775/0 Stand des NKP: 2012-02-08 Name: FARA               |
| BW   | Datei hochladen | Kirche(sk) ObjektID: 510-248/0                                | 182 Standort KG: Podbiel Konskr.Nr.: 182         | r.k.Navštívenia P.M.                 | römisch-katholische Kirche Mariä Heimsuchung       | č. NKP: 510-248/0 Stand des NKP: 2012-02-08 Name: KOSTOL              |
| BW   | Datei hochladen | Gebäude in regionaltypischem Baustil(sk) ObjektID: 510-2776/0 | 184 Standort KG: Podbiel Konskr.Nr.: 184,129     | zrubový;dvojdom a hospodárska stavba | rustikal, Doppelhaus und Wirtschaftsgebäude        | č. NKP: 510-2776/0 Stand des NKP: 2012-02-08 Name: DOM ĽUDOVÝ         |
| BW   | Datei hochladen | Gebäude in regionaltypischem Baustil(sk) ObjektID: 510-2777/0 | 186 Standort KG: Podbiel Konskr.Nr.: 186         | zrubový                              | rustikal                                           | č. NKP: 510-2777/0 Stand des NKP: 2012-02-08 Name: DOM ĽUDOVÝ         |
| BW   | Datei hochladen | Gebäude in regionaltypischem Baustil(sk) ObjektID: 510-2778/0 | 187 Standort KG: Podbiel Konskr.Nr.: 187         | zrubový                              | rustikal                                           | č. NKP: 510-2778/0 Stand des NKP: 2012-02-08 Name: DOM ĽUDOVÝ         |
| BW   | Datei hochladen | Gebäude in regionaltypischem Baustil(sk) ObjektID: 510-2779/0 | 189 Standort KG: Podbiel Konskr.Nr.: 189         | zrubový                              | rustikal                                           | č. NKP: 510-2779/0 Stand des NKP: 2012-02-08 Name: DOM ĽUDOVÝ         |
| ja   | Datei hochladen | Gebäude in regionaltypischem Baustil(sk) ObjektID: 510-2780/0 | 191 Standort KG: Podbiel Konskr.Nr.: 191         | zrubový                              | rustikal                                           | č. NKP: 510-2780/0 Stand des NKP: 2012-02-08 Name: DOM ĽUDOVÝ         |
| ja   | Datei hochladen | Gebäude in regionaltypischem Baustil(sk) ObjektID: 510-2781/0 | 192-193 Standort KG: Podbiel Konskr.Nr.: 192-193 | zrubový                              | rustikal                                           | č. NKP: 510-2781/0 Stand des NKP: 2012-02-08 Name: DOM ĽUDOVÝ         |
| BW   | Datei hochladen | Volksschule(sk) ObjektID: 510-2782/0                          | 194 Standort KG: Podbiel Konskr.Nr.: 194         |                                      |                                                    | č. NKP: 510-2782/0 Stand des NKP: 2012-02-08 Name: ŠKOLA ZÁKLADNÁ     |
| BW   | Datei hochladen | Gebäude in regionaltypischem Baustil(sk) ObjektID: 510-2785/0 | 206 Standort KG: Podbiel Konskr.Nr.: 206         | zrubový                              | rustikal                                           | č. NKP: 510-2785/0 Stand des NKP: 2012-02-08 Name: DOM ĽUDOVÝ         |
| BW   | Datei hochladen | Gebäude in regionaltypischem Baustil(sk) ObjektID: 510-2786/1 | 208 Standort KG: Podbiel Konskr.Nr.: 208         | zrubový                              | rustikal                                           | č. NKP: 510-2786/1 Stand des NKP: 2012-02-08 Name: DOM ĽUDOVÝ         |

## Legende
Die Tabelle enthält im Einzelnen folgende Informationen:
| Foto:                    | Fotografie des Denkmals. |
| Denkmal / č. ÚZPF:       | Die Übersetzung der Bezeichnung des Denkmals, wie sie vom Slowakischen Denkmalamt (Pamiatkový úrad Slovenskej republiky) verwendet wird. Die Originalbezeichnung ist unter dem Fragezeichen angegeben. Fehlt die Übersetzung, so wird die Originalbezeichnung direkt angezeigt. Weiters ist die Objekt-Identifikationsnummer (Objekt ID) angeführt. Sie ist die offizielle, in der Slowakei eindeutige Nummer č. ÚZPF inklusive der zugehörigen Zählnummer, wie sie in den Daten des Denkmalamtes angegeben wird. Da diese nur innerhalb eines Landkreises gezählt wird, ist dessen Nummer der Denkmalnummer vorangestellt. |
| Standort:                | Wenn in der Liste vorhanden, ist die Adresse angegeben. In Klammern kann sich noch eine zusätzliche Adresse befinden, wenn es beispielsweise ein Eckhaus ist. Bei freistehenden Objekten ohne Adresse (zum Beispiel bei Bildstöcken) ist eine Adresse angegeben, die in der Nähe des Objekts liegt. Durch Aufruf des Links Standort wird die Lage des Denkmals in verschiedenen Kartenprojekten angezeigt. Darunter sind die Katastralgemeinde (KG) und, wenn vorhanden, die Konskriptionsnummer (Konskr. Nr.) angegeben.                                                                                                   |
| Offizielle Beschreibung: | Es ist die Kurzbeschreibung auf Slowakisch, wie sie in den offiziellen Listen angegeben ist, eingetragen. |
| Beschreibung:            | Kurze Angaben zum Denkmal auf Deutsch. |
| Metadaten:               | Zusätzlich werden, wenn in den persönlichen Einstellungen das Helferlein Dauerhaftes Einblenden von Metadaten aktiviert ist, ebensolche angezeigt. |

- Karte mit allen Koordinaten:
- OSM |
- WikiMap